# The Goat (альбом Polo G)
The Goat — второй студийный альбом американского рэпера и певца Polo G. Он был выпущен 15 мая 2020 на лейблах Columbia Records. Он содержит синглы «Heartless» при участии Mustard, «DND» и «Go Stupid» совместно с Stunna 4 Vegas и NLE Choppa при участии Mike Will Made It. Альбом дебютировал под номером 2 в чарте Billboard 200. Альбом содержит гостевые участия от Mustard, Stunna 4 Vegas, NLE Choppa, Lil Baby, BJ the Chicago Kid и посмертное от Juice WRLD.

## Анонс
Альбом и обложка были анонсированы 5 мая 2020 через Instagram Polo G.

## Продвижение

### Синглы
20 сентября 2019 был выпущен первый сингл с альбома «Heartless» при участии Mustard, видеоклип вышел в один день с ним.
14 февраля 2020 вышел второй сингл «Go Stupid» совместно с Stunna 4 Vegas и NLE Choppa при участии Mike Will Made It.
10 апреля 2020 вышел третий сингл с альбома «DND».

### Видеоклипы
Видеоклип на песню «33» вышел 17 мая 2020 года. Он был спродюсирован Ryan Lynch.
20 мая 2020 года вышел клип на песню «Wishing for a Hero» при участии BJ The Chicago Kid. Он был спродюсирован The Superiors.
Видеоклип на песню «21» был выпущен 15 июня 2020 года. Он был спродюсирован Коулом Беннеттом.

## Критический приём
| Совокупная оценка    | Совокупная оценка |
| Источник             | Оценка            |
| -------------------- | ----------------- |
| Album of the Year    | 81/100            |
| Оценки критиков      |                   |
| Источник             | Оценка            |
| Consequence of Sound | B+                |
| Pitchfork            | 7.7/10            |

Альбом получил положительные оценки критиков. Paul A. Thompson из Pitchfork начал со слов: "После его захватывающего дебютного студийного альбома чикагский рэпер доказывает, что он приспосабливаемый и непозволительно талантливый, к сожалению он маловероятная звезда в новой системе мажорных лейблов.".

## Коммерческие результаты
The Goat дебютировал под номером два в чарте Billboard 200, с 99,000 единицами, эквивалентнами альбому, (14,000 из которых были продажами альбома) в первую неделю. Это самый высокий результат Polo G, а также второй альбом, которой попал в десятку Billboard. Во вторую неделю альбом упал до пятого места и заработал 52,000 единицы. В третью неделю альбом упал до 7 позиции и заработал больше, чем 40,000 единиц.

## Список композиций
Адаптировано под Tidal.
| №                   | Название                                                                           | Автор(ы)                                                                       | Продюсер(ы)                                     | Длительность |
| ------------------- | ---------------------------------------------------------------------------------- | ------------------------------------------------------------------------------ | ----------------------------------------------- | ------------ |
| 1.                  | «Don't Believe the Hype»                                                           | Taurus Bartlett Joseph Steele Angelo Callari Darrin Barthellemy                | 1040 Beats Callari D Major                      | 2:55         |
| 2.                  | «Heartless» (при участии Mustard)                                                  | Bartlett Dijon McFarlane                                                       | Mustard GYLTTRYP [a]                            | 3:24         |
| 3.                  | «Martin & Gina»                                                                    | Bartlett Hagan Lange Kyre Trask Tahj Vaughn                                    | Hagan Kdubb Tahj Money                          | 2:13         |
| 4.                  | «Flex» (при участии Juice Wrld)                                                    | Bartlett Jarad A. Higgins Chauncey Hollis Dustin James Corbett                 | Hit-Boy Corbett [a]                             | 2:44         |
| 5.                  | «Go Stupid» (совместно с Stunna 4 Vegas, NLE Choppa при участии Mike Will Made It) | Bartlett Khalick Caldwell Bryson Potts Michael Williams Brytavious Chambers    | Mike WiLL Made-It Tay Keith                     | 2:46         |
| 6.                  | «21»                                                                               | Bartlett Keanu Dean Torres Khaled Rohaim                                       | Keanu Beats Khaled Rohaim                       | 2:44         |
| 7.                  | «33»                                                                               | Bartlett Jahmere Tylon                                                         | DJ Ayo Minor2Go [c]                             | 2:50         |
| 8.                  | «I Know»                                                                           | Bartlett D Mac Thomas Horton Vaughn                                            | D Mac TnTXD Tahj Money                          | 2:57         |
| 9.                  | «Beautiful Pain (Losin My Mind)»                                                   | Bartlett Ryan Vojtesak Shane Lindstrom                                         | Charlie Handsome Murda Beatz                    | 2:51         |
| 10.                 | «No Matter What»                                                                   | Bartlett Nick Mira                                                             | Nick Mira                                       | 3:19         |
| 11.                 | «Be Something» (при участии Lil Baby)                                              | Bartlett Dominique Jones Braylin Bowman                                        | Resource                                        | 3:14         |
| 12.                 | «Relentless»                                                                       | Bartlett Felipe S. Rasool Diaz                                                 | Felipe S. Sool Got Hits                         | 3:20         |
| 13.                 | «DND»                                                                              | Bartlett Dewayne Kennemer                                                      | WayneOnABeat                                    | 3:00         |
| 14.                 | «Chinatown»                                                                        | Bartlett Tylon Anthony Catchings-Currie                                        | DJ Ayo NntySix                                  | 2:53         |
| 15.                 | «Trials & Tribulations»                                                            | Bartlett D Mac Ryan O'Neil Vaughn                                              | D Mac MoneyEvery Tahj Money                     | 2:57         |
| 16.                 | «Wishing for a Hero» (при участии BJ the Chicago Kid)                              | Bartlett Bryan Sledge Sidney Reynolds Javon Reynolds Jeff Gitty Priority Beats | The Superiors Priority Beats [b] Jeff Gitty [a] | 3:04         |
| Общая длительность: | Общая длительность:                                                                | Общая длительность:                                                            | Общая длительность:                             | 47:11        |

Notes
- ↑  сопродюсер
- ↑  дополнительный продюсер
- ↑  неуказанный сопродюсер
- "Wishing for a Hero" содержит сэмпл "Changes" от 2Pac.

## Чарты
| Чарт (2020)                            | Высшая позиция |
| -------------------------------------- | -------------- |
| Австралия (ARIA)                       | 10             |
| Австрия (Ö3 Austria)                   | 41             |
| Бельгия/Фландрия (Ultratop)            | 28             |
| Канада (Canadian Albums Chart)         | 2              |
| Дания (Hitlisten)                      | 12             |
| Нидерланды (Album Top 100)             | 11             |
| Финляндия (Suomen virallinen lista)    | 38             |
| Франция (SNEP)                         | 155            |
| Германия (Offizielle Top 100)          | 98             |
| Ирландия (Irish Albums Chart)          | 5              |
| Италия (Classifica album)              | 68             |
| Lithuanian Albums (AGATA)              | 40             |
| Новая Зеландия (RMNZ)                  | 20             |
| Норвегия (VG-lista)                    | 15             |
| Швеция (Sverigetopplistan)             | 18             |
| Швейцария (Schweizer Hitparade)        | 40             |
| Великобритания (UK Albums Chart)       | 6              |
| США (Billboard 200)                    | 2              |
| США (Billboard Top R&B/Hip-Hop Albums) | 2              |
| США (Billboard Top Rap Albums)         | 2              |